# Análisis de estrés de voz
El análisis de estrés de voz ( VSA ) y el análisis de estrés de voz por ordenador ( CVSA ) son ambas, tecnologías pseudocientíficas que dicen poder descubrir la mentira midiendo el estrés de la voz. El CVSA graba la voz humana mediante un micrófono, y la tecnología se basa en el principio de que el contenido no verbal y de baja frecuencia de la voz transmite información sobre el estado fisiológico y psicológico de la persona que está hablando. Se utiliza habitualmente en entornos de investigación, la tecnología puede diferenciar si hay estrés o no existe en las respuestas a ciertos estímulos (por ejemplo, ciertas preguntas planteadas), considerando un estrés alto en el timbre de la voz como indicación de una mentira. En la década de los 70, se llegaron a vender aparatos (desde 250$ hasta 4000$) que conectados al teléfono  aseguraban poder detectar si el interlocutor mentía o no,  contrastando respuestas inocuas con las respuestas críticas que se querían investigar. 

## Descubrimientos científicos
El uso del análisis del estrés de la voz (VSA) para la detección de mentiras está lleno de controversias. Las discusiones sobre la aplicación de una prueba VSA se han centrado en si esta tecnología puede detectar de forma fiable el estrés y, si es así, si se puede deducir una mentira de ese estrés. Los críticos han argumentado que, incluso si el estrés pudiera medirse de forma fiable a partir de la voz, esto sería muy similar a medir el estrés con el polígrafo, por ejemplo, y que todas las críticas centradas en las pruebas del polígrafo también se aplican a la prueba VSA. Una revisión del estado del arte realizada en 2002 para el Departamento de Justicia de Estados Unidos encontró varios retos técnicos para la tecnología, incluido el mismo problema de determinar la mentira. Cuando se revisó la literatura sobre la eficacia de la VSA en 2003, el National Research Council concluyó: "En general, esta investigación y las pocas pruebas controladas realizadas durante la última década ofrecen poca o ninguna base científica para la uso del analizador de estrés de voz del ordenador o similares. instrumentos de medida de voz". : 168  Un artículo de 2013 publicado en Proceedings of Meetings on Acoustics revisó la "incertidumbre científica" de sus principios y las "afirmaciones sin fundamento de la propaganda agresiva de los vendedores de aparatos de análisis del estrés de voz".  

## Casos notables
La confesión hecha a partir de un examen de estrés de voz se permitió ser utilizada como prueba en un caso de Wisconsin en 2014.
En el caso del asesinato de 1998 de Stephanie Crowe, de 12 años, se obtuvieron confesiones mientras tres sospechosos estaban sometidos a una prueba VSA, que después un juez halló que eran falsas. En 2005, el fabricante del equipo VSA resolvió posteriormente una demanda que alegaba que era responsable de los daños que sufrieron los tres sospechosos.
En un caso similar en el año 2000 en el estado de Washington, Donovan Allen confesó falsamente haber matado a su madre asentándose en una prueba VSA. Fue absuelto 15 años después en base a la exoneración de pruebas de ADN.
En 2012, George Zimmerman fue sometido a un VSA después de haber disparado mortalmente al adolescente de Florida Trayvon Martin en Sanford, Florida .